# Toshie Negishi
Pour les articles homonymes, voir Negishi.
Toshie Negishi (根岸季衣), née le 3 février 1954 à Toshima, est une actrice japonaise.

## Filmographie partielle

### Cinéma
- 1976 : New Female Prisoner Scorpion: #701 (新・女囚さそり 701号, Shin joshū sasori: 701-gō?) de Yutaka Kohira
- 1978 : Kaerazaru hibi (帰らざる日々?) de Toshiya Fujita[2]
- 1979 : La vengeance est à moi (復讐するは我にあり, Fukushû suru wa ware ni ari?) de Shōhei Imamura : Keiko Oka
- 1983 : The Girl Who Leapt Through Time (時をかける少女, Toki o kakeru shōjo?) de Nobuhiko Ōbayashi : Naoko Tachibana
- 1986 : La Mer et le Poison (海と毒薬, Umi to Dokuyaku?) de Kei Kumai : Ueda
- 1990 : Rêves (夢, Yume?) d'Akira Kurosawa : la mère portant son enfant
- 1991 : Rhapsodie en août (八月の狂詩曲, Hachi-gatsu no kyōshikyoku?) d'Akira Kurosawa : la fille de Kane
- 1992 : Seishun dendekedekedeke (青春デンデケデケデケ?) de Nobuhiko Ōbayashi : Kinue Fujiwara
- 1995 : Grains de sable (渚のシンドバッド, Nagisa no Shindobaddo?) de Ryōsuke Hashiguchi : Madame Nezu
- 1998 : Sada (SADA〜戯作・阿部定の生涯, Sada: Gesaku · Abe Sada no shōgai?) de Nobuhiko Ōbayashi : Yoshi Kikumoto
- 1999 : Gamera 3: The Revenge of Iris (ガメラ3 邪神〈イリス〉覚醒, Gamera Surii: Jyashin irisu kakusei?) de Shūsuke Kaneko : Madame Hinohara
- 1999 : Audition (オーディション, Ōdishon?) de Takashi Miike : Rie
- 2001 : De l'eau tiède sous un pont rouge (赤い橋の下のぬるい水, Akai hashi no shita no nurui mizu?) de Shōhei Imamura : Tomoko Sasano
- 2005 : Azumi 2: Death or Love (あずみ2 Death or Love?) de Shūsuke Kaneko : Yone
- 2014 : 100 Yen Love (百円の恋, Hyakuen no koi?) de Masaharu Take : Ikeuchi
- 2023 : Call Me Chihiro (ちひろさん, Chihiro-san?) de Rikiya Imaizumi (ja)

### Télévision
- 2006 : Les Maîtres de l'horreur (épisode La Maison des sévices) : la tenancière du bordel
- 2013 : Miss Pilot (mini-série) : Tezuka Yoshimi

### Doublage
- 2014 : Souvenirs de Marnie (思い出のマーニー, Omoide no Mānii?) de Hiromasa Yonebayashi : Setsu Oiwa (voix)

## Distinctions
- 1978 : prix Kinokuniya de théâtre